# Discographie de Volbeat
La discographie de Volbeat, groupe de metal danois, se compose de 8 albums studio, de 2 album live et de 27 singles. Le groupe s'est formé en 2001 et est actuellement composé de Michael Poulsen, Jon Larsen, Rob Caggiano et Kaspar Boye Larsen.

## Albums

### Albums studio
| Année | Détails | Charts | Charts | Charts | Charts | Charts | Charts | Charts | Charts | Charts | Charts | Charts | Certifications                                        |
| Année | Détails | [ 1 ]  | [ 2 ]  | [ 3 ]  | [ 4 ]  | [ 5 ]  | [ 6 ]  | [ 7 ]  | [ 8 ]  | [ 9 ]  | [ 10 ] | [ 11 ] | Certifications                                        |
| ----- | --- | ------ | ------ | ------ | ------ | ------ | ------ | ------ | ------ | ------ | ------ | ------ | ----------------------------------------------------- |
| 2005  | The Strength/The Sound/The Songs - Sortie: 26 septembre 2005 - Label: Rebel Monster Records, Mascot Records - Format(s): LP, CD, téléchargement | 18     | 55     | —      | —      | —      | 33     | —      | —      | 49     | —      | —      | - Or - 2 × Platine                                    |
| 2007  | Rock the Rebel/Metal the Devil - Sortie: 23 février 2007 - Label: Rebel Monster Records, Mascot Records - Format(s): LP, CD, téléchargement     | 1      | 54     | —      | 76     | —      | 20     | —      | —      | 41     | —      | —      | - Or - 4 × Platine,                                   |
| 2008  | Guitar Gangsters and Cadillac Blood - Sortie: 29 août 2008 - Label: Rebel Monster Records, Mascot Records - Format(s): LP, CD, téléchargement   | 1      | 26     | 60     | 15     | —      | 1      | 29     | 28     | 4      | 30     | —      | - Or - 3 × Platine - Or - Or                          |
| 2010  | Beyond Hell/Above Heaven - Sortie: 10 septembre 2010 - Label: EMI Group - Format(s): LP, CD, téléchargement                                     | 1      | 2      | 29     | 3      | 32     | 1      | 8      | 8      | 1      | 7      | 12     | - 5 × Or - Platine - Or - 2 × Platine, - Or - Or - Or |
| 2013  | Outlaw Gentlemen and Shady Ladies - Sortie: 9 avril 2013 - Label: Vertigo Records, Universal Records - Format(s): LP, CD, téléchargement        | 1      | 1      | 10     | 1      | —      | 2      | 4      | 1      | 4      | 1      | 9      | - 2 × Platine - Platine - Or - 3 × Platine - Or       |
| 2016  | Seal the Deal and Let's Boogie - Sortie : 3 juin 2016 - Label : Vertigo Records, Universal Records - Format(s) : LP, CD, téléchargement         | 1      | 1      | 1      | 1      | —      | 1      | 3      | 2      | 1      | 1      | 4      | - Platine - Platine - 4 × Platine - Platine - Or      |
| 2019  | Rewind, Replay, Rebound - Sortie : 2 août 2019 - Label : Vertigo Records, Universal Records - Format(s) : LP, CD, téléchargement                | —      | —      | —      | —      | —      | —      | —      | —      | —      | —      | —      |                                                       |
| 2021  | Servant of the Mind - Sortie : 3 décembre 2021 - Label : Vertigo Records, Universal Records - Format(s) : LP, CD, téléchargement                | —      | —      | —      | —      | —      | —      | —      | —      | —      | —      | —      |                                                       |
| 2025  | God of Angels Trust - Sortie : 6 juin 2025 - Label : Vertigo Records, Universal Records - Format(s) : LP, CD, K7, téléchargement                | —      | —      | —      | —      | —      | —      | —      | —      | —      | —      | —      |                                                       |

### Album live
| Titre                                | Année de sortie | Type                                 | Label            |
| ------------------------------------ | --------------- | ------------------------------------ | ---------------- |
| Live from Beyond Hell/Above Heaven   | 2011            | CD/DVD, Blu-ray, téléchargement, VOD | Vertigo Records  |
| Let's Boogie! Live from Telia Parken | 2018            | CD/DVD, Blu-ray, téléchargement, VOD | Republic Records |

### Démos
| Titre         | Année de sortie | Type | Label          |
| ------------- | --------------- | ---- | -------------- |
| Demo          | 2002            | CD   | Mascot Records |
| Beat the Meat | 2003            | CD   | Mascot Records |

## Singles
| Année | Single                    | Classement | Classement | Classement | Classement | Classement | Classement | Classement | Album                               | Certification |
| Année | Single                    | [ 1 ]      | [ 2 ]      | [ 27 ]     | [ 6 ]      | [ 4 ]      | [ 9 ]      |            | Album                               | Certification |
| ----- | ------------------------- | ---------- | ---------- | ---------- | ---------- | ---------- | ---------- | ---------- | ----------------------------------- | ------------- |
| 2005  | Soulweeper                | —          | —          | —          | —          | —          | —          | —          | —                                   | —             |
| 2006  | I Only Wanna Be with You  | —          | —          | —          | —          | —          | —          | —          | The Strength/The Sound/The Songs    | —             |
| 2007  | Sad Man's Tongue          | —          | —          | —          | —          | —          | —          | —          | Rock the Rebel/Metal the Devil      | —             |
| 2007  | The Garden's Tale         | 18         | —          | —          | —          | —          | —          | —          | Rock the Rebel/Metal the Devil      | —             |
| 2007  | Radio Girl                | —          | —          | —          | —          | —          | —          | —          | Rock the Rebel/Metal the Devil      | —             |
| 2008  | Maybelenne i Hofteholder  | 5          | —          | —          | —          | —          | —          | —          | Guitar Gangsters and Cadillac Blood | —             |
| 2009  | Mary Ann's Place          | 35         | —          | —          | —          | —          | —          | —          | Guitar Gangsters and Cadillac Blood | —             |
| 2009  | We                        | —          | —          | —          | —          | —          | —          | —          | Guitar Gangsters and Cadillac Blood | —             |
| 2010  | Fallen                    | 13         | 58         | 32         | 18         | 62         | 16         | 11         | Beyond Hell/Above Heaven            | —             |
| 2010  | The Mirror and the Ripper | —          | —          | —          | —          | —          | —          | —          | Beyond Hell/Above Heaven            | —             |
| 2010  | Heaven Nor Hell           | 20         | —          | —          | —          | —          | —          | 1          | Beyond Hell/Above Heaven            | —             |
| 2011  | 16 Dollars                | —          | —          | —          | —          | —          | —          | —          | Beyond Hell/Above Heaven            | —             |
| 2011  | A Warrior's Call          | —          | —          | 3          | —          | —          | —          | 2          | Beyond Hell/Above Heaven            | Or · Or       |
| 2013  | Cape of Our Hero          | 6          | 34         | —          | —          | 63         | —          | —          | Outlaw Gentlemen and Shady Ladies   | —             |
| 2013  | The Hangman's Body Count  | —          | —          | —          | —          | —          | —          | 1          | Outlaw Gentlemen and Shady Ladies   | —             |
| 2013  | Lola Montez               | —          | —          | —          | —          | —          | —          | 1          | Outlaw Gentlemen and Shady Ladies   | —             |
| 2013  | Lonesome Rider            | 8          | —          | —          | —          | —          | —          | —          | Outlaw Gentlemen and Shady Ladies   | —             |
| 2014  | Dead But Rising           | —          | —          | —          | —          | —          | —          | 3          | Outlaw Gentlemen and Shady Ladies   | —             |
| 2014  | Doc Holliday              | —          | —          | —          | —          | —          | —          | 17         | Outlaw Gentlemen and Shady Ladies   | —             |

## Vidéographie

### DVD
| Titre                                | Année de sortie | Type                                 | Label            |
| ------------------------------------ | --------------- | ------------------------------------ | ---------------- |
| Live in a Pool of Booze              | 2007            | DVD                                  | Mascot Records   |
| Live: Sold Out!                      | 2008            | DVD                                  | Mascot Records   |
| Live from Beyond Hell/Above Heaven   | 2011            | CD/DVD, Blu-ray, téléchargement, VOD | Vertigo Records  |
| Let's Boogie! Live from Telia Parken | 2018            | CD/DVD, Blu-ray, téléchargement, VOD | Republic Records |

### Clips vidéo
| Année | Titre                    | Directeur       | Album                               | Vidéo     |
| ----- | ------------------------ | --------------- | ----------------------------------- | --------- |
| 2006  | I Only Wanna Be With You |                 | The Strength/The Sound/The Songs    | Visionner |
| 2007  | The Garden's Tale        |                 | Rock the Rebel/Metal the Devil      | Visionner |
| 2007  | Radio Girl               |                 | Rock the Rebel/Metal the Devil      | Visionner |
| 2007  | Sad Man's Tongue         |                 | Rock the Rebel/Metal the Devil      | Visionner |
| 2008  | Maybelenne i Hofteholder | Claus Vedel     | Guitar Gangsters and Cadillac Blood | Visionner |
| 2008  | Mary Ann's Place         | Alex Diezinger  | Guitar Gangsters and Cadillac Blood | Visionner |
| 2009  | We                       | AVA Studios     | Guitar Gangsters and Cadillac Blood | Visionner |
| 2010  | Fallen                   | Matt Wignall    | Beyond Hell/Above Heaven            | Visionner |
| 2010  | Heaven Nor Hell          | Uwe Flade       | Beyond Hell/Above Heaven            | Visionner |
| 2010  | 16 Dollars               | Jakob Printzlau | Beyond Hell/Above Heaven            | Visionner |
| 2011  | A Warrior's Call         | Matt Wignall    | Beyond Hell/Above Heaven            | Visionner |
| 2013  | Cape of Our Hero         | Jakob Printzlau | Outlaw Gentlemen and Shady Ladies   | Visionner |
| 2013  | Lola Montez (live)       | Sven Offen      | Outlaw Gentlemen and Shady Ladies   |           |
| 2013  | The Nameless One (live)  | Sven Offen      | Outlaw Gentlemen and Shady Ladies   |           |
| 2014  | Lonesome Rider           | Jakob Printzlau | Outlaw Gentlemen and Shady Ladies   |           |